# P-11 4202
P-11 4202 – amerykański satelita technologiczny z serii SubSatellite Ferret. Wyniesiony wraz z wywiadowczym satelitą KH-7 10.

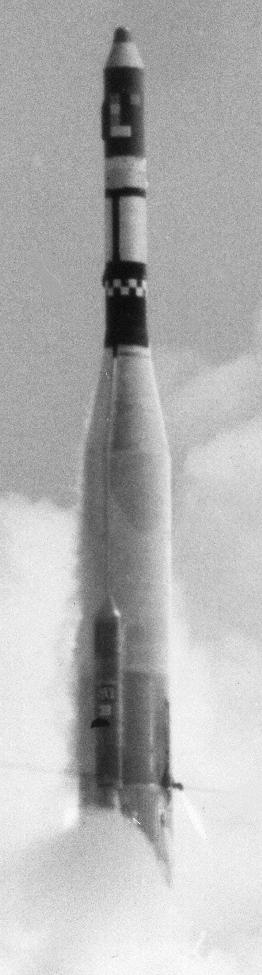
Start Atlasa Ageny D z satelitą KH-7 10 i P-11 4202

Krążył po orbicie polarnej. Wyposażony w 6 instrumentów pomiarowych, w tym spektrometry i liczniki Geigera (kierunkowe i dookólne), klatkę Faradaya, eksperyment bardzo niskich częstotliwości i magnetometr. Oś obrotu statku była prawie równoległa do osi obrotu Ziemi. Telemetria była przekazywana w czasie rzeczywistym przez dwa kanały łączności i nagrywana na dwóch rejestratorach taśmowych.
Dwa tygodnie po starcie jeden z kanałów łączności tymczasowo przestał działać, a potem działał, ale z przerwami. Cztery tygodnie później awarii uległ drugi kanał łączności. 1 września 1965 przestał działać pozostały rejestrator taśmowy. Zebrano niewiele danych naukowych.